# Tavë dheu
Il tavë dheu è un piatto della cucina albanese tipico della capitale Tirana. La ricetta tradizionale esige che la cottura del piatto avvenga in una terrina di terracotta e che la carne utilizzata sia di fegato di vitello. Gli ingredienti che compongono il tavë dheu sono fegato di vitello o carne di vitello, ricotta salata, cipolla, pomodoro, peperone, olio, sale e aglio (nei tempi moderni viene spesso utilizzato anche il peperoncino, che prima non veniva utilizzato) .